# Ácido acético (uso médico)
El ácido acético, que en bajas concentraciones se conoce como vinagre, se usa como medicamento para tratar varias afecciones. Se usa para tratar infecciones del canal auditivo como gotas para el oído.  Puede ser utilizado también en la otitis externa.  Como líquido, se utiliza para enjuagar la vejiga en quienes tienen un catéter urinario para intentar prevenir una infección u obstrucción.  Como gel puede usarse para ajustar el pH de la vagina.  También se puede aplicar al cuello uterino para ayudar a detectar el cáncer cervical .
Los efectos secundarios pueden incluir quemaduras en el sitio de aplicación. Las reacciones alérgicas ocurren raramente.  No se recomienda el uso en el oído en personas que tienen una perforación timpánica.  Funciona contra infecciones del oído externo de causas bacterianas y micóticas.
El ácido acético se ha utilizado médicamente desde la época del antiguo Egipto.  Está en la Lista de medicamentos esenciales de la Organización Mundial de la Salud, los medicamentos más efectivos y seguros que se necesitan en un sistema de salud.  El ácido acético está disponible como un medicamento genérico.  En los Estados Unidos, un tratamiento con la preparación para oído cuesta menos de US$25.  El ácido acético se usa más comúnmente para infecciones del oído externo en el mundo en desarrollo que en el desarrollado.

## Usos médicos
El ácido acético se aplica en el cuello uterino para detectar el cáncer cervical en muchos países en vías de desarrollo.  Se aplica ácido acético al cuello uterino y si aparece un área blanca luego de aproximadamente un minuto, la prueba es positiva.